# بوب جيمس
بوب جيمس (بالإنجليزية: Bob James)‏ هو لاعب كرة قاعدة أمريكي، ولد في 15 أغسطس 1958 في غلينديل في الولايات المتحدة.